# Greg Butler
Gregory Edward "Greg" Butler (Inglewood, California; 11 de marzo de 1966) es un exjugador de baloncesto estadounidense que jugó tres temporadas en la NBA, además de hacerlo en la CBA y en la liga portuguesa. Con 2,11 metros de estatura, jugaba en la posición de ala-pívot.

## Trayectoria deportiva

### Universidad
Jugó durante cuatro temporadas con los Cardinals de la Universidad de Stanford, en las que promedió 8,9 puntos y 4,2 rebotes por partido.

### Profesional
Fue elegido en la trigésimo séptima posición del Draft de la NBA de 1988 por New York Knicks, donde jugó dos temporadas en las que fue el jugador menos utilizado por Rick Pitino, su entrenador. La más destacada fue la primera en la que promedió 1,7 puntos y 0,8 rebotes por partido.
Tras terminar contrato, al inicio de la temporada 1990-91 fichó por Los Angeles Clippers por un año, pero solo llegó a disputar 9 partidos antes de ser cortado, en los que promedió 1,6 puntos y 1,8 rebotes.
Continuó su carrera en la CBA, probando en varias ocasiones en las pretemporadas hacerse un hueco en las plantillas de la NBA, pero sin conseguirlo. Acabó su trayectoria profesional jugando con el Ovarense Aerosoles de la liga portuguesa.

## Estadísticas de su carrera en la NBA

### Temporada regular
| Temporada | Edad | Equipo               | Liga | P  | TIT | MIN | TC  | TCA | %TC  | 3P  | 3PA | %3P  | TL  | TLA | %TL  | R.OF. | R.DEF. | REB | ASIS | ROB | TAP | PER | FP  | PTS |
| 1988-89   | 22   | New York Knicks      | NBA  | 33 | 0   | 4.2 | 0.6 | 1.5 | .417 | 0.0 | 0.1 | .000 | 0.5 | 0.6 | .800 | 0.3   | 0.6    | 0.8 | 0.1  | 0.0 | 0.1 | 0.5 | 0.8 | 1.7 |
| 1989-90   | 23   | New York Knicks      | NBA  | 13 | 0   | 2.5 | 0.2 | 0.9 | .250 | 0.0 | 0.0 |      | 0.0 | 0.2 | .000 | 0.2   | 0.5    | 0.7 | 0.1  | 0.0 | 0.0 | 0.2 | 0.6 | 0.5 |
| 1990-91   | 24   | Los Angeles Clippers | NBA  | 9  | 0   | 4.1 | 0.6 | 2.1 | .263 | 0.0 | 0.0 |      | 0.4 | 0.7 | .667 | 0.9   | 0.9    | 1.8 | 0.1  | 0.0 | 0.0 | 0.4 | 1.0 | 1.6 |
| Total     |      |                      | NBA  | 55 | 0   | 3.8 | 0.5 | 1.4 | .354 | 0.0 | 0.1 | .000 | 0.4 | 0.5 | .714 | 0.4   | 0.6    | 1.0 | 0.1  | 0.0 | 0.0 | 0.4 | 0.8 | 1.4 |